# Sonderverzeichnis
Im Betriebssystem Windows des Anbieters Microsoft werden dem Benutzer konzeptionelle Objekte, wie etwa der Desktop, in Form von Sonderverzeichnissen (englisch special folders) als abstrakte Konstrukte über eine Schnittstelle zum Dateisystem statt eines absoluten Verzeichnispfades zur Verfügung gestellt (Virtualisierung). Damit kann eine Anwendung das Betriebssystem unabhängig von dessen Version oder Sprache nach dem richtigen Ort für bestimmte Dateien fragen.

## Überblick
Windows benutzt das Konzept von Sonderverzeichnissen, um den Inhalt von mit dem Computer verbundenen Speichermedien auf eine durchgängige Art und Weise so anzuzeigen, dass der Benutzer sich nicht um absolute Dateipfade kümmern muss, die sich ja einerseits schon zwischen den verschiedenen Versionen des Betriebssystems des Öfteren verändert, als auch bei den einzelnen Installationen verschieden angegeben werden können. Dieses Konzept hat sich so mit der Zeit entwickelt, weshalb jede neue Windows-Version neue Sonderverzeichnisse seit ihrer Einführung in Windows 95 gezeigt hat.
Um das Logo von Microsoft „Designed for Windows“ (Für Windows entworfen) zu erhalten, musste eine Anwendung die Sonderverzeichnisse zur Verortung derjenigen Verzeichnisse benutzen, in welchen sich die Dokumente und Anwendungseinstellungen befinden.
Ein Sonderverzeichnis kann gleichwohl entweder eine Bezugnahme auf ein Verzeichnis des Dateisystems sein oder eine Bezugnahme auf ein „virtuelles“ Verzeichnis sein. Im ersten Fall wären sie eine Analogie zu den Umgebungsvariablen – de facto werden viele in einer Computersitzung (englisch user’s session) bestimmten Umgebungsvariablen gemäß den Vorgaben der Sonderverzeichnisse gesetzt.
Virtuelle Verzeichnisse existieren eigentlich gar nicht im Dateisystem. Sie werden stattdessen über den Windows-Explorer als ein Verzeichnisbaum dargestellt, mit/zu denen der Benutzer navigieren kann. Diesen kennt man auch als den Namensraum der Windows-Benutzeroberfläche (englisch shell namespace). Bei Windows XP ist die Wurzel dieses Namensraumes der virtuelle Ordner Desktop, von dem aus die virtuellen Verzeichnisse Eigene Dokumente (innerhalb von Eigene Dateien), Arbeitsplatz, Netzwerkverbindungen (Netzwerkumgebung unter Windows 9x) und Papierkorb abzweigen und zugänglich sind. Einige virtuelle Verzeichnisse (wie der Desktop) haben ein zugehöriges Sonderverzeichnis, das einen Bezug zu einem bestimmten Verzeichnis im echten Dateisystem darstellt. Der Windows Explorer bietet auf diese Weise dem Benutzer immer den kombinierten Inhalt eines virtuellen Verzeichnisses und seines zugehörigen Dateisystemverzeichnisses an. Den Explorer sieht man, wenn man in Windows den Arbeitsplatz anklickt oder die Tastenkombination   Win + E bemüht (eine Abbildung davon würde die Rechte von Microsoft tangieren). Im virtuellen Verzeichnis „Desktop“ sieht man auch die virtuellen Standardverzeichnisse. Befindet sich dort der allbekannte „Neuer Ordner“, dann wäre er ein echtes Verzeichnis und würde sich im Desktop-Verzeichnis im Profil des jeweiligen Benutzers befinden.
Wichtige interne Sonderverzeichnisse von Windows sind die virtuellen Verzeichnisse „Lokale Einstellungen“ und „Anwendungsdaten“, die sich zu jedem Benutzer finden. Beide Verzeichnisse werden von verschiedenen Anwendungen zu ihrer Ausführung und Verwaltung verwendet. Deshalb finden sich darunter viele weitere Verzeichnisse.
Es ist eine von Programmierern leider oft nicht beachtete Konvention, dass das Sonderverzeichnis „Lokale Einstellungen“ nur für Daten verwendet werden soll, die den Computer betreffen, auf dem sich das Verzeichnis der Anwendung selbst befindet. Wohingegen die „Anwendungsdaten“ jene Informationen beinhalten soll, die mit dem eingeloggten Benutzer und seinen Einstellungen zusammenhängen. Das wird insbesondere dadurch missachtet, dass andere virtuelle Verzeichnisse verwendet und zum Windows Explorer hinzugefügt werden.
Der Hintergrund: In einer Netzwerkdomäne, also einem Netzwerk, das Active Directory verwendet, um Benutzeridentitäten aktiv auf Netzwerkebene statt auf dem jeweiligen Computer aktiv zu verwalten, haben Benutzer häufig „mitwandernde“ Profile (englisch roaming profiles), die immer auf den Computer heruntergeladen werden müssen, an dem sich der dazu berechtigte Benutzer anmeldet. Der ganze „Anwendungsdaten“-Verzeichnisbaum wird dabei nämlich – als Teil des mitwandernden Profils – auf den Computer heruntergeladen; nicht aber die „Lokalen Einstellungen“, die stationär sind.

## Auflistung der Sonderverzeichnisse
Die nachfolgenden beiden Tabellen führen die meisten der System- und virtuellen Verzeichnisse auf, die in Windows Vista gelten. Dabei wird auch die Version des Betriebssystems angegeben, unter dem die jeweiligen Verzeichnisse eingeführt wurden (BS Version).

### Verzeichnisse des Dateisystems
| Sonderverzeichnis                 | steht für                                                             | Vorgesehener Standort (auf Englisch; ist in den anderen Sprachen angepasst.) | BS Version |
| --------------------------------- | --------------------------------------------------------------------- | ---------------------------------------------------------------------------- | ---------- |
| Anwendungsdaten                   | Anwendungsspezifische Dateien, userbezogen                            | %USERPROFILE%\Application Data %APPDATA%                                     | 98 XP      |
| Cookies                           | Internet Explorer Browser cookies                                     | %USERPROFILE%\Cookies                                                        | 98         |
| Desktopverzeichnis                | Dateien, die auf dem Desktop des Benutzers gespeichert sind           | %USERPROFILE%\Desktop                                                        | 95         |
| Favoriten                         | Favoriten des Benutzers                                               | %USERPROFILE%\Favorites                                                      | 98         |
| Fonts                             | Verzeichnis der installierten Schriften                               | %windir%\Fonts                                                               | 95         |
| Verlauf                           | User-spezifischer Verlauf des Browsers                                | %USERPROFILE%\Local Settings\History                                         | 98         |
| Internet Cache                    | User-spezifische temporäre Internetdateien                            | %USERPROFILE%\Local Settings\Temporary Internet Files                        | 98         |
| Lokale Anwendungsdaten            | User- und Computer-spezifische Anwendungsdaten (application settings) | %USERPROFILE%\Local Settings\Application Data                                | 2000/ME    |
| Eigene Dateien (My Documents)     | Dokumente des Benutzers                                               | %USERPROFILE%\My Documents (WinNT line) C:\My Documents (Win98-ME)           | 98         |
| Eigene Musik (My Music)           | Musikdateien des Benutzers                                            | %USERPROFILE%\My Documents\My Music                                          | XP         |
| Eigene Bilder (My Pictures)       | Vom Benutzer gespeicherte Bilder                                      | %USERPROFILE%\My Documents\My Pictures                                       | XP         |
| Eigene Videos (My Videos)         | Vom Benutzer gespeicherte Videos oder Filme                           | %USERPROFILE%\My Documents\My Videos                                         | XP         |
| Programme (Programs)              | „Alle Programme“ (Gruppen und Ikonen Benutzer-spezifisch)             | %USERPROFILE%\Start Menu\Programs                                            | 95         |
| Zuletzt (Recent)                  | Kürzlich bearbeitete eigene Dokumente des Benutzers                   | %USERPROFILE%\Recent                                                         | 98         |
| Senden an (Send To)               | Benutzerspezifische Kontextmenüeinträge „Senden an“                   | %USERPROFILE%\SendTo                                                         | 98         |
| Startmenü                         | Das spezifische Startmenü des Benutzers                               | %USERPROFILE%\Start Menu                                                     | 98         |
| Windows (System)                  | Das Systemverzeichnis (von) Windows                                   | %windir%\system32                                                            | 2000       |
| Gespeicherte Spiele (Saved Games) | Vom Benutzer gespeicherte Spiel(ständ)e                               | %USERPROFILE%\Saved games                                                    | Vista      |
| Vorlagen (Templates)              | Dokumentenvorlagen des Benutzers                                      | %USERPROFILE%\Templates                                                      | 98         |

Hinweise:
1. Das virtuelle Verzeichnis „Desktop“ ist nicht das gleiche Objekt wie das Sonderverzeichnis Desktop; das virtuelle Verzeichnis „Desktop“ ist die Wurzel der Benutzeroberfläche, worunter sich weitere virtuelle Ordner befinden.[2]
2. „Local Application Data“ unterscheidet sich von den „Anwendungsdaten“ (Application Data) dadurch, dass die Dateien in der „lokalen“ Variante ebenfalls nur für den Computer gedacht sind und gelten, auf dem sich das Verzeichnis befindet. Das ist nur wichtig, falls das Benutzerprofil (roaming) in einer (englisch) Windows Server domain Netzwerkumgebung mitwandert.[3]
3. Wie beim „Desktop“ schon erläutert, unterscheidet sich auch das virtuelle Verzeichnis „Eigene Dateien“ von dem Sonderverzeichnis Eigene Dateien. Wenn nämlich nach dem virtuellen Verzeichnisvariante gefragt wird, so erscheint es in einem Dateidialog (Öffnen, Speichern) als Unterverzeichnis des virtuellen Verzeichnisses „Desktop“ und nicht als Verzeichnis des (geladenen) Benutzerprofils, da sich dieser auf der lokalen Festplatte befindet.
4. Wenn das Verzeichnis „Eigene Dateien“ (etwa auf ein Netzlaufwerk) verschoben wird, so wird jeder weitere Versuch, über die Variable shell darauf zuzugreifen, weiter zur ursprünglichen, vom System so vorgesehenen Position führen.

### Virtuelle Verzeichnisse
| Virtuelles Verzeichnis          | steht für | BS   |
| ------------------------------- | --- | ---- |
| Papierkorb (Recycle Bin)        | Der angesammelte Inhalt des Papierkorbs aller festen Laufwerke, die dem aktuellen Benutzer zugänglich sind                                                                | 95   |
| Systemsteuerung (Control Panel) | Icons für die Applets der Systemsteuerung | 95   |
| Desktop                         | Der Windows-Desktop | 95   |
| Drives                          | Arbeitsplatz; enthält virtuelle Verzeichnisse, die alles auf dem lokalen Computer darstellen, auch zugeordnete Netzlaufwerke                                              | 95   |
| Internet                        | Ressourcen, die sich im Internet befinden; WebDAV Verbindungen; heute spricht man von der Cloud                                                                           | 95   |
| Eigene Dateien                  | Virtuelles Verzeichnis der „Eigenen Dokumente“ des Benutzers; zweigt vom virtuellen Verzeichnis „Desktop“ ab                                                              | 98   |
| Netzwerk                        | Netzwerkumgebung (Windows 9x) oder (englisch) My Network Places (Windows 2000 und später); enthält die alle Netzwerkressourcen repräsentierenden virtuellen Verzeichnisse | 95   |
| Suchergebnisse                  | Auflistung der Ergebnisse der zuletzt durchgeführten Suche auf dem Computer (ist nur nach einer erfolgten Suche zu sehen)                                                 | 2000 |
| Drucker (Printers)              | Containerverzeichnis der installierten Drucker | 95   |